# Odwzorowanie Gaussa-Krügera
Odwzorowanie Gaussa-Krügera – odwzorowanie kartograficzne pasów południkowych na pobocznicę walca stycznego do południka środkowego (osiowego) każdego odwzorowywanego pasa. Jest to wiernokątne, walcowe, poprzeczne odwzorowanie elipsoidy, w którym każdy pas odwzorowuje się oddzielnie. Odwzorowanie to zostało zaprojektowane przez Carla F. Gaussa i pierwszy raz zastosowane w latach 1820–1830 przy pracach związanych z triangulacją Hanowerską. W roku 1912 Johann Krüger pogłębił teorię odwzorowania i przystosował wzory do praktycznych prac obliczeniowych. 
Aby odwzorowanie było prawidłowe musi spełnić warunki: wiernokątności, prostoliniowości oraz izometryczności odwzorowania południka środkowego przy założeniu początku układu kartograficznego w punkcie przecięcia obrazu południka osiowego z obrazem równika. Po rozwinięciu walca na płaszczyznę:
- południk styczności (osiowy) wyznacza oś X
- równik wyznacza oś Y

W odwzorowaniu Gaussa-Krügera wiernie odwzorowuje się tylko południk styczności (osiowy). Oddalanie się od takiego południka powoduje wzrost zniekształceń.
Dla Polski w Układzie 2000 zastosowano cztery strefy odwzorowawcze – każda ze swoim południkiem styczności:
- szczeciński (południk styczności 15°E) – strefa 5
- bydgoski (południk styczności 18°E) – strefa 6
- warszawski (południk styczności 21°E) – strefa 7
- białostocki (południk styczności 24°E) – strefa 8

W oparciu o to odwzorowanie obowiązują w Polsce od 24 sierpnia 2000 w ramach państwowego systemu odniesień przestrzennych dwa układy współrzędnych płaskich prostokątnych (geodezyjnych):
1. Układ współrzędnych 2000 – powstał w wyniku zastosowania odwzorowania Gaussa-Krügera dla elipsoidy GRS 80 i stosowany jest w opracowaniach wielkoskalowych (np. mapa zasadnicza) ze względu na małe zniekształcenia w odwzorowaniu wynikające z przyjęcia czterech stref o szerokości 3° (cztery niezależne układy współrzędnych).
2. Układ współrzędnych 1992 – stosowany dla map topograficznych w małych skalach ze względu na duże zniekształcenia wynikające z przyjęcia jednego pasa o szerokości 10°.